# 2401 Aehlita
2401 Aehlita је астероид главног астероидног појаса чија средња удаљеност од Сунца износи 2,770 астрономских јединица (АЈ).
Апсолутна магнитуда астероида је 12,2.